# Syzygium sriganesanii
Syzygium sriganesanii är en myrtenväxtart som beskrevs av K.Ravik. och V.Lakshm.. Syzygium sriganesanii ingår i släktet Syzygium och familjen myrtenväxter. Inga underarter finns listade i Catalogue of Life.